# Christian Overby
Christian Overby (* 23. August 1985 in Thorning) ist ein dänischer ehemaliger Fußballspieler auf der Position eines Abwehr- und Mittelfeldspielers.
Er spielte für Viborg FF in der Superliga und Hobro IK in der 1. Division, für Blokus, Hjørring, Köge, Slagelse und Dalum.